# Commissie-Cnossen
De commissie-Cnossen, ook bekend als de Commissie-Representatie, was een commissie binnen de ChristenUnie die door het partijcongres in november 2007 werd ingesteld. Dit gebeurde naar aanleiding van uitspraken van Yvette Lont, een deelraadslid uit Amsterdam-Zuidoost. Zij vond dat praktiserende homoseksuelen de partij niet mochten representeren en/of een bestuurlijke functie mochten vervullen.
De commissie stond onder voorzitterschap van Janco Cnossen, oud-GPV-voorzitter en wethouder in Zwolle. De commissie presenteerde in mei 2008 een rapport waarin gesteld werd dat zij “geen lijst met zonde wilde vastleggen” en dat de beslissing over het al dan niet toelaten van (praktiserende) homoseksuelen bij de lokale kiesverenigingen lag.

## Aanleiding
Op 28 augustus 2007 schreef Yvette Lont een opinieartikel in het Nederlands Dagblad dat zeer afwijzend tegenover homoseksualiteit was. Onder meer schreef ze: "Ja, God haat deze zonde, en het verdient de 'geestelijke' dood." Naar aanleiding van het artikel kreeg Lont veel kritiek, met name uit de homobeweging. De ChristenUnie nam ook publiek afstand van de uitlating van Lont. Het deelraadslid bood vervolgens haar excuses aan. De ChristenUnie verzocht Lont zich vervolgens ook niet meer in het openbaar uit te laten over homoseksualiteit. Zij liet daarop weten zich "belemmerd" te voelen in haar werk als politicus. Lont noemde het een "spreekverbod". Partijvoorzitter Peter Blokhuis ging met haar in gesprek en liet naar aanleiding daarvan weten dat de lucht geklaard was en dat ze op één lijn zaten.
Lont liet in oktober 2007 weten dat zij wilde dat het bestuur van de ChristenUnie ervoor moest zorgen dat praktiserende homoseksuelen niet actief voor de partij mochten zijn. Zij wilde daarvoor komen met een motie op het partijcongres op 17 november 2007. Het bestuur van de ChristenUnie had liever niet dat de discussie openlijk op het partijcongres werd gevoerd en stelde - mede daarom - een commissie in.
Het bestuur wilde voorkomen dat de discussie uitsluitend over homoseksualiteit zou gaan, maar vond dat deze moest gaan over wat "er in handel en wandel van onze vertegenwoordigers verwacht mag worden". De commissie zou een diverse samenstelling krijgen. Het voorzitterschap kwam in handen te liggen van Janco Cnossen, oud-voorzitter van het GPV en wethouder in Zwolle. De commissie kreeg twee hoofdvragen mee, namelijk "hoe de ChristenUnie haar vertegenwoordigers zou moeten en mogen selecteren?" en "hoe de ChristenUnie hierbij ‘leven in een homoseksuele relatie’ waardeert?". Lont liet weten akkoord te gaan met de instelling van de commissie, maar leverde wel kritiek op voorzitter Cnossen. Zij stelde dat hij "een uitgesproken voorstander" was van de mogelijkheid van dat praktiserende homoseksuelen de partij vertegenwoordigen. In een onderlinge mailwisseling had hij de politica laten weten haar mening niet te delen.
Naar aanleiding van de instelling van de commissie liet partijleider André Rouvoet weten dat door de acties van Lont "enorme schade" toegebracht was "aan de partij en aan personen". Hij verweet het deelraadslid dat zij "onzorgvuldig en ongenuanceerd" had gehandeld. ChristenUnie-staatssecretaris Tineke Huizinga vertelde in een interview met Opzij geen probleem te hebben met homo’s die bestuursfuncties vervulden binnen de partij. Zij voegde daar aan toe dat zij de commissie-Cnossen "niet voor de voeten wilde lopen".

## Samenstelling commissie
In de commissie hadden zitting:
- Ad de Boer, oud-raadslid, voormalig directeur Evangelische Omroep, voorzitter VBOK
- Gijsbert van den Brink, hoogleraar theologie
- Janco Cnossen, oud-voorzitter-GPV en wethouder in Zwolle
- Rogier Havelaar, voorzitter PerspectieF, ChristenUnie-jongeren
- Alie Hoek-van Kooten, arts, docente
- Tjitske Kuiper-de Haan, raadslid
- Flora Lagerwerf-Vergunst, Eerste Kamerlid
- Meindert Leerling, voormalig Tweede Kamerlid voor de RPF
- Herman van Wijngaarden*, staflid Hervormd Gereformeerde Jeugdbond

*Van Wijngaarden was de enige - op dat moment er openlijk voor uitkomende - homoseksueel in de commissie. Een aantal jaren later maakte jongerenvoorzitter Rogier Havelaar de overstap naar het CDA omdat, in zijn eigen woorden, "het onderwerp binnen de ChristenUnie nog te gevoelig ligt om mij nu nog net zo veilig te voelen als voordat ik uit de kast kwam".

## Presentatie en inhoud rapport
De commissie-Cnossen presenteerde het rapport op 19 mei 2008. Volgens de commissie mag een partij eisen stellen aan de leefwijze van kandidaat-politici, vanuit de gedachte dat die "geloofwaardig" moeten kunnen functioneren. De commissie gaf aan dat elke partij eisen stelt aan zijn vertegenwoordigers. Zo zou iemand die in zijn vrije tijd jaagt moeilijk de Partij voor de Dieren kunnen vertegenwoordigen.
In het rapport werd de keuze of praktiserende homoseksuelen voor de partij actief mochten zijn overgelaten aan de selectiecommissie(s) die de kandidatenlijst(en) opstellen. De selectiecommissie moest kandidaten ook beoordelen op politieke geloofwaardigheid. Wanneer een (beoogd) vertegenwoordiger van de ChristenUnie in een homoseksuele relatie leeft, zou dat gezien de politieke overtuiging van de partij uiteraard een relevant gegeven zijn. Die levenswijze diende dan ook te worden meegenomen in de totale afweging. Tegelijkertijd zag de commissie niets in een verboden lijst, omdat "gedragingen niet altijd zwart-wit zijn".
Meindert Leerling schaarde zich als enige commissielid niet achter de conclusies van het rapport. Hij liet weten dat "de partij homoseksualiteit in haar gedragscode moet afwijzen".
Het bestuur van de ChristenUnie schaarde zich direct achter het rapport. Partijvoorzitter Blokhuis reageerde erg enthousiast. Hij zei: "Wij gaan ervoor. Dit is echt de ChristenUnie. We gaan het gesprek aan." Partijleider Rouvoet vond dat "de commissie een duidelijke keuze maakt voor een benadering die zowel principieel als zorgvuldig is".

## Reacties op het rapport
Op het rapport kwamen verschillende reacties binnen:

### Homobeweging
- Christelijke homo-organisaties waren overwegend positief. ContrariO noemde het rapport het "maximaal haalbare". Ook RefoAnders liet weten de conclusies van het rapport te onderschrijven.[13]
- Frank van Dalen stelde bij monde van de homo-organisatie COC dat het rapport “extreem vaag is” en dat “de hete aardappel wordt doorgeschoven en de commissie geen heldere keuzes maakt". Aan de oppervlakte lijkt het alsof praktiserende homoseksuelen niet worden afgewezen, maar in de praktijk komt het daarop wel neer.[13]

### Andere politieke partijen
- SGP-partijleider Bas van der Vlies vond dat het rapport "de kool en de geit spaarde". Hij stelde dat de partij vooral moest kijken naar de "Bijbelse lijnen" en "niet alleen naar maatschappelijke ontwikkelingen".[13]
- D66-Kamerlid Boris van der Ham stelde aanvankelijk Kamervragen of de subsidie van de ChristenUnie niet kon worden ontnomen omdat zij homoseksuelen zou weigeren.[14] In een reactie op het rapport liet hij weten dat "de top van de ChristenUnie een interessante vrijzinnige move heeft gemaakt".

### Interne kritiek
- Jan Westert en Rob Nijhoff, respectievelijk voorzitter en beleidsmedewerker van de Mr. G. Groen van Prinsterer Stichting, het Wetenschappelijk Instituut van de ChristenUnie, lieten in een opinie-artikel weten dat de conclusies van het rapport te "impliciet" waren. Het rapport zou "in theorie ruimte lijken te bieden die er in de praktijk niet is". Zij vonden dat de commissie-Cnossen de conclusies explicieter had kunnen maken, namelijk dat praktiserende homoseksuelen niet actief voor de partij mochten worden.[15]
- Liesbeth Venema-Stoppels, voorzitter van de ChristenUnie Zwolle, stapte naar aanleiding van het rapport op omdat de partij volgens haar niet "geloofwaardig" meer was. Zij zei dat de partij geen helder antwoord geeft op de vraag of praktiserende homoseksuelen de ChristenUnie kunnen vertegenwoordigen.[16]
- Monique Heger was raadslid in Wageningen voor de ChristenUnie, maar stapte op toen zij een relatie kreeg met een persoon van hetzelfde geslacht. Zij zag in het rapport voldoende ruimte om weer actief te worden. Volgens haar draaide het om geloofwaardigheid. Zij stelde tegen het homohuwelijk te zijn en dacht als "vertegenwoordiger van de ChristenUnie met een partner van hetzelfde geslacht heel goed te kunnen uitleggen dat het huwelijk voor man en vrouw is".[17] In mei 2018 keerde Heger terug in de gemeenteraad van Wageningen namens de ChristenUnie.[18]
- Nico Schipper, bestuurslid van de Bestuurdersvereniging van de ChristenUnie, zei dat "de boodschap duidelijk was", namelijk dat "de kwaliteit van het openbaar bestuur staat of valt met de geloofwaardigheid van volksvertegenwoordigers en bestuurders".
- Cees van Bruchem, voormalig Eerste Kamerlid voor de partij, stelde dat de "onduidelijkheid over de uitleg van het rapport van de commissie-Cnossen laat zien dat binnen de ChristenUnie bakens verzet worden". Bij de achterban is er volgens hem een tendens om het Woord van God te relativeren als norm voor het persoonlijk en politiek handelen.[19]
- In oktober 2008 stapte Sander Chan op als bestuurslid van de ChristenUnie Amsterdam. Volgens hem zorgde het rapport-Cnossen in de praktijk ervoor dat homo's niet binnen de ChristenUnie kunnen functioneren. Chan liet weten zelf wel open te staan voor een homoseksuele relatie.[20]

### Achterban
- Uit onderzoek van het televisieprogramma Netwerk bleek dat dat 57 procent van de ChristenUnie-stemmers en 79 procent van de ChristenUnie-leden het eens was met het partijbestuur.[21]
- Krijn de Jong, staflid bij de organisatie Tot Heil des Volks noemde het niet willen noemen van "rijtjes zonden" een uitvlucht. Volgens hem staat de bijbel vol met "rijtjes zonden". Hij wees onder andere naar de Tien geboden.[22]

## Nasleep
Op het partijcongres van 16 juni 2008 werd een gedragscode voor politici aangenomen. Dit gebeurde naar aanleiding van het rapport van de commissie-Cnossen. De code verwoordt dat ChristenUnie-politici de standpunten van de partij op een geloofwaardige manier moeten kunnen uitdragen. Er stond niet expliciet in dat praktiserende homoseksuelen geen politieke functie mochten bekleden. Er was daarom veel kritiek op de code. Onder andere emeritus hoogleraar ethiek Jochem Douma wilde dat de partij zich scherper zou uitlaten.
Op initiatief van de kiesvereniging Nunspeet werd in de gedragscode opgenomen dat politici zich hebben te houden aan de Uniefundering en het Kernprogramma van de partij. Dit was voor Douma een reden om aan te geven voor de gedragscode te zijn. Op initiatief van de kiesvereniging Barneveld werd er een motie aangenomen dat in het kernprogramma een duidelijke uitspraak moet komen over "de plek van seksuele omgang binnen het huwelijk". Deze motie leek voor veel van de aanwezigen reden om toch voor te stemmen.
Yvette Lont had vooraf laten weten dat het rapport in haar ogen toch ruimte gaf aan praktiserende homoseksuelen om actief te worden. Zij dreigde haar lidmaatschap op te zeggen als het partijcongres van 16 juni 2008 niet expliciet zou vastleggen dat praktiserende homoseksuelen niet actief zouden kunnen worden voor de partij. Toen het congres hier geen gehoor aan gaf zegde zij inderdaad haar lidmaatschap op.
In een later stadium weigerde het partijbestuur alsnog de motie van Barneveld uit te voeren. Die aanvulling zou meegenomen worden in een totale herziening van het kernprogramma die in de loop van het jaar plaats zou moeten vinden. Het partijbestuur besloot echter dat het kernprogramma niet herzien hoefde te worden. Het was nog voldoende actueel. Op een partijcongres op 3 oktober 2008 maakte de kiesvereniging Nederbetuwe bezwaar, mede namens de vereniging uit Barneveld. Uiteindelijk kwam er op voorstel van Meindert Leerling een compromis om de uitspraak van Barneveld eerst in een voetnoot op te nemen en wanneer in de toekomst het kernprogramma alsnog wordt herzien, de passage alsnog een volwaardige plaats te geven.